# Jean-Pierre Élissalde
Pour les articles homonymes, voir Élissalde.
Jean-Pierre Élissalde, né le 31 décembre 1953 à La Rochelle (Charente-Maritime), est un joueur de rugby français. Il fut demi de mêlée au Stade rochelais, puis à l'Aviron bayonnais, et connut cinq sélections en équipe de France.

## Biographie

### Famille
Il est le fils d'Arnaud Élissalde, joueur puis entraîneur du Stade rochelais entre 1947 et 1971, et le gendre de Laurent Bidart, autre rugbyman passé par le Stade Rochelais et l'équipe de France.
Son fils, Jean-Baptiste, a également été international français de rugby à XV.

### Carrière
Il fut demi de mêlée au Stade rochelais, puis à l'Aviron bayonnais, et connut trois sélections en équipe de France. Le 23 novembre 1983, il est invité avec les Barbarians français pour jouer contre l'Australie à Toulon. Les Baa-Baas s'inclinent 21 à 23. Deux ans plus tard, le 22 octobre 1985, il joue de nouveau avec les Barbarians français contre le Japon à Cognac. Les Baa-Baas l'emportent 45 à 4. Le 10 mai 1986, il est invité une nouvelle fois avec les Barbarians français pour jouer contre l'Écosse à Agen. Les Baa-Baas l'emportent 32 à 19. Le 11 novembre 1986, il est sélectionné avec les Barbarians français pour défier la Nouvelle-Zélande dans sa ville natale, La Rochelle. Les Baa-Baas s'inclinent 12 à 26.
Il devint entraîneur de l'équipe fanion, d'abord dans son club de toujours, le Stade Rochelais, alors qu'il était encore joueur, à l'âge de 27 ans, pendant quelque temps. Il prend définitivement cette charge au terme de sa carrière en 1988. Après quelques mois d'interruption en 1993, il poursuit son travail en Charente-Maritime, avant de partir pour l'AS Béziers (2003-05). 
En 2005, il devient le premier entraîneur étranger de l'équipe du Japon. Mais en septembre 2006, il accepte de devenir en parallèle manager de l'Aviron bayonnais pour trois ans. Trois semaines plus tard, le 29 septembre 2006, la fédération japonaise annonce qu'elle mettra un terme à son contrat le 31 octobre 2006. Selon elle, le contrat prévoyait qu'Élissalde se consacre uniquement à la sélection japonaise qui doit disputer ses derniers matchs de qualification pour la Coupe du monde de 2007 en novembre 2006.
En décembre 2011, il est rappelé par l'Aviron bayonnais pour entraîner l'équipe première à la place de Christian Gajan. Il s'entoure de Didier Faugeron, pour entraîner les arrières, et Pierre-Henry Broncan, intervenant ponctuel pour entraîner les avants. À peine un mois après son arrivée et après trois matchs sans succès en Top 14, il est démis de ses fonctions. L’équipe première est alors confiée à Didier Faugeron.
En mars 2013, il avoue avoir eu recours à des produits dopants durant sa carrière de joueur,.
Il est aussi consultant pour Canal+ de 2008 à décembre 2011 et de 2012 à 2016. Il participe notamment aux émissions Les Spécialistes rugby diffusée sur Canal+Sport et Jour de Coupe du monde, diffusée sur Canal+, durant les coupes du monde de rugby 2011 et 2015.

## Carrière de joueur

### En club
Formé à La Rochelle
- Stade rochelais 1973-1978
- Aviron bayonnais 1978-1980
- Stade rochelais 1980-1988

### En équipe de France
Jean-Pierre Élissalde a été sélectionné à 5 reprises en équipe de France. Il connaît sa première sélection le 8 novembre 1980 à Pretoria, contre les Springboks (15-37).

## Carrière d'entraîneur
- Stade rochelais 1988-93, puis janvier 1994-2003
- AS Béziers 2003-2005
- Japon 2005-2006
- Aviron bayonnais (manager sportif) du 11 septembre 2006 à 2008
- Aviron bayonnais décembre 2011-janvier 2012

## Palmarès de joueur

### En club
- Vainqueur du Challenge Yves du Manoir avec Bayonne : 1980

### En équipe de France
- 5 sélections.
- 2 essais, 1 drop (11 points).
- Sélections par année : 2 en 1980, 3 en 1981.
- Tournée en Australie en 1981.

### Autres sélections
- International militaire, A' (6 sél.) et B (2).
- Sélectionné pour les Jeux méditerranéens de 1979.
- Barbarians français (5 sélections de 1983 à 1986).

## Palmarès d'entraîneur

### En club
- Vainqueur de la Coupe de la Ligue (Challenge Yves du Manoir) en 2003 avec La Rochelle.